# CAF Confederation Cup 2004
Der CAF Confederation Cup 2004 war die 1. Spielzeit des zweitwichtigsten afrikanischen Wettbewerbs für Vereinsmannschaften im Fußball unter dieser Bezeichnung. Die Saison begann mit der Vorrunde am 5. März 2004 und endete mit den Finalspielen im Januar 2005.
Sieger wurde Accra Hearts of Oak aus Ghana, die sich im Finale nach einem Gesamtergebnis von 2:2 im Elfmeterschießen mit 8:7 gegen Asante Kotoko SC durchsetzen konnten. Sie qualifizierten sich somit für den CAF Super Cup gegen den Sieger der Champions League 2004.

## Vorrunde
Die Hinspiele wurden vom 5. bis zum 7. März, die Rückspiele vom 19. bis zum 21. März 2004 ausgetragen.
|                              | Gesamt    |                              | Hinspiel | Rückspiel |
| ---------------------------- | --------- | ---------------------------- | -------- | --------- |
| Stade Tunisien               | 6:3       | ASC Thiès                    | 6:0      | 0:3       |
| Olympic Real de Bangui       | 1 w/o 1   | Atlético Petróleos do Huambo | —        | —         |
| Saint Louis FC               | 2:6       | Léopards de Transfoot        | 2:2      | 0:4       |
| Clube Ferroviário de Nampula | 1:6       | Wits University FC           | 1:2      | 0:4       |
| SC Kiyovu Sports             | 1:3       | USM Libreville               | 0:1      | 1:2       |
| Chemelil Sugar               | 1:4       | Mtibwa Sugar FC              | 0:2      | 1:2       |
| Savanne SC                   | 0:3       | Dynamos FC                   | 0:0      | 0:3       |
| al-Merreikh Omdurman         | 1:2       | Green Buffaloes              | 1:0      | 0:2       |
| Express FC                   | 2:1       | Ethiopian Coffee SC          | 2:1      | 0:0       |
| Diables Noirs                | (a)2:2(a) | Deportivo Mongomo            | 2:2      | 0:0       |
| Étoile Filante Ouagadougou   | 2:0       | Dynamic Togolais             | 2:0      | 0:0       |
| Mogas 90 FC                  | 2:5       | al-Nasr SCSC                 | 2:2      | 0:3       |
| ASC Entente Sebkha FC        | 0:4       | Étoile de Guinée             | 0:2      | 0:2       |
| Djoliba AC                   | 2:3       | Wallidan Banjul              | 1:0      | 1:3       |
| CO Bouaflé                   | (a)3:3(a) | Olympic FC                   | 3:2      | 0:1       |

Anmerkungen

## Erste Runde
Die Hinspiele wurden vom 10. bis zum 11. April, die Rückspiele vom 24. bis zum 26. April 2004 ausgetragen.
|                              | Gesamt    |                          | Hinspiel | Rückspiel |
| ---------------------------- | --------- | ------------------------ | -------- | --------- |
| GD Interclube                | 2:4       | AS Douanes               | 1:2      | 1:2       |
| PWD Bamenda                  | (a)2:2(a) | Tout Puissant Mazembe    | 1:0      | 1:2       |
| Ismaily SC                   | 2:3       | Stade Tunisien           | 2:1      | 0:2       |
| Atlético Petróleos do Huambo | 2:5       | Liberty Professionals    | 1:0      | 1:5       |
| Léopards de Transfoot        | (a)3:3(a) | Wits University FC       | 1:1      | 2:2       |
| USM Libreville               | (a)3:3(a) | Sable Batié              | 2:2      | 1:1       |
| Mtibwa Sugar FC              | 0:6       | Santos Kapstadt          | 0:3      | 2 0:3 2   |
| Dynamos FC                   | 0:5       | King Faisal Babes        | 0:1      | 0:4       |
| Green Buffaloes              | 7:3       | Daring Club Motema Pembe | 6:1      | 1:2       |
| Express FC                   | 1:4       | Lobi Stars               | 1:1      | 0:3       |
| Deportivo Mongomo            | 1:3       | Stella Club d’Adjamé     | 1:1      | 0:2       |
| Étoile Filante Ouagadougou   | 0:1       | Wydad Casablanca         | 0:1      | 0:0       |
| al-Nasr SCSC                 | 1:4       | Rangers International    | 1:0      | 0:4       |
| Étoile de Guinée             | (a)2:2(a) | CR Belouizdad            | 1:0      | 1:2       |
| Wallidan Banjul              | (a)1:1(a) | Club Africain Tunis      | 0:0      | 1:1       |
| FAR Rabat                    | 6:2       | Olympic FC               | 3:0      | 3:2       |

Anmerkungen

## Zweite Runde
Die Hinspiele wurden vom 15. bis zum 16. Mai, die Rückspiele vom 28. bis zum 30. Mai 2004 ausgetragen.
|                       | Gesamt    |                       | Hinspiel | Rückspiel |
| --------------------- | --------- | --------------------- | -------- | --------- |
| PWD Bamenda           | 2:5       | AS Douanes            | 2:2      | 0:3       |
| Liberty Professionals | 4:3       | Stade Tunisien        | 3:2      | 1:1       |
| Sable Batié           | 6:2       | Léopards de Transfoot | 4:1      | 2:1       |
| King Faisal Babes     | 2:3       | Santos Kapstadt       | 1:1      | 1:2       |
| Lobi Stars            | 4:5       | Green Buffaloes       | 2:1      | 2:4       |
| Stella Club d’Adjamé  | 1:2       | Wydad Casablanca      | 0:0      | 1:2       |
| Étoile de Guinée      | 1:2       | Rangers International | 0:0      | 1:2       |
| FAR Rabat             | (a)1:1(a) | Club Africain Tunis   | 0:0      | 1:1       |

## Play-off-Runde
Bei der Auslosung wurde je ein Sieger der zweiten Runde gegen einen Unterlegenen der Achtelfinale der Champions League gelost, wobei die Vereine des CAF Confederation Cups im Rückspiel Heimrecht hatten. Die Hinspiele wurden vom 9. bis zum 11. Juli, die Rückspiele vom 24. bis zum 25. Juli 2004 ausgetragen.
|                              | Gesamt          |                       | Hinspiel | Rückspiel |
| ---------------------------- | --------------- | --------------------- | -------- | --------- |
| Asante Kotoko SC             | 3:1             | Wydad Casablanca      | 2:0      | 1:1       |
| Orlando Pirates              | 4:5             | Sable Batié           | 4:2      | 3 0:3 3   |
| APR FC                       | 1:3             | Rangers International | 1:0      | 0:3       |
| Cotonsport Garoua            | 4:1             | Green Buffaloes       | 3:0      | 1:1       |
| Atlético Petróleos de Luanda | 1:0             | FAR Rabat             | 0:0      | 1:0       |
| Accra Hearts of Oak          | 1:0             | AS Douanes            | 1:0      | 0:0       |
| al-Hilal Khartum             | 1:1 (3:0 i. E.) | Liberty Professionals | 1:0      | 0:1       |
| Canon Yaoundé                | 1:3             | Santos Kapstadt       | 1:1      | 0:2       |

Anmerkungen

## Gruppenphase
Die acht Sieger der Play-off-Runde wurden zu zwei Gruppen mit jeweils vier Mannschaften gelost. Die Gruppensieger qualifizierten sich für das Finale, die Zweit-, Dritt- und Viertplatzierten schieden aus dem Wettbewerb aus. Bei Punktgleichheit zweier oder mehrerer Mannschaften wurde die Platzierung durch folgende Kriterien ermittelt:
1. Anzahl Punkte im direkten Vergleich
2. Tordifferenz im direkten Vergleich
3. Anzahl Tore im direkten Vergleich
4. Anzahl Auswärtstore im direkten Vergleich
5. Wenn nach der Anwendung der Kriterien 1 bis 4 immer noch mehrere Mannschaften denselben Tabellenplatz belegen, werden die Kriterien 1 bis 4 erneut angewendet, jedoch ausschließlich auf die Direktbegegnungen der betreffenden Mannschaften. Sollte auch dies zu keiner definitiven Platzierung führen, werden die Kriterien 6 bis 9 angewendet.
6. Tordifferenz aus allen Gruppenspielen
7. Anzahl Tore in allen Gruppenspielen
8. Anzahl Auswärtstore in allen Gruppenspielen
9. Losziehung

### Gruppe A
| Pl. | Verein                       | Sp. | S | U | N | Tore    | Diff. | Punkte |
| --- | ---------------------------- | --- | - | - | - | ------- | ----- | ------ |
| 1.  | Asante Kotoko SC             | 6   | 3 | 1 | 2 | 010:700 | +3    | 10     |
| 2.  | Rangers International        | 6   | 3 | 1 | 2 | 012:600 | +6    | 10     |
| 3.  | al-Hilal Khartum             | 6   | 3 | 0 | 3 | 006:110 | −5    | 09     |
| 4.  | Atlético Petróleos de Luanda | 6   | 1 | 2 | 3 | 005:900 | −4    | 05     |

| 8. August 2004               |     |                              |
| Asante Kotoko SC             | 3:1 | Rangers International        |
| Atlético Petróleos de Luanda | 3:1 | al-Hilal Khartum             |
| 11. September 2004           |     |                              |
| Rangers International        | 4:0 | Atlético Petróleos de Luanda |
| al-Hilal Khartum             | 2:0 | Asante Kotoko SC             |
| 25. September 2004           |     |                              |
| Rangers International        | 4:0 | al-Hilal Khartum             |
| Asante Kotoko SC             | 2:1 | Atlético Petróleos de Luanda |
| 16./17. Oktober 2004         |     |                              |
| al-Hilal Khartum             | 2:1 | Rangers International        |
| Atlético Petróleos de Luanda | 1:1 | Asante Kotoko SC             |
| 30. Oktober 2004             |     |                              |
| al-Hilal Khartum             | 1:0 | Atlético Petróleos de Luanda |
| Rangers International        | 2:1 | Asante Kotoko SC             |
| 13. November 2004            |     |                              |
| Asante Kotoko SC             | 3:0 | al-Hilal Khartum             |
| Atlético Petróleos de Luanda | 0:0 | Rangers International        |

### Gruppe B
| Pl. | Verein              | Sp. | S | U | N | Tore    | Diff. | Punkte |
| --- | ------------------- | --- | - | - | - | ------- | ----- | ------ |
| 1.  | Accra Hearts of Oak | 6   | 4 | 1 | 1 | 010:500 | +5    | 13     |
| 2.  | Cotonsport Garoua   | 6   | 3 | 2 | 1 | 009:300 | +6    | 11     |
| 3.  | Sable Batié         | 6   | 2 | 1 | 3 | 006:900 | −3    | 07     |
| 4.  | Santos Kapstadt     | 6   | 1 | 0 | 5 | 003:110 | −8    | 03     |

| 7./29. August 2004     |     |                     |
| Accra Hearts of Oak    | 1:0 | Santos Kapstadt     |
| Sable Batié            | 0:0 | Cotonsport Garoua   |
| 12. September 2004     |     |                     |
| Santos Kapstadt        | 1:0 | Sable Batié         |
| Cotonsport Garoua      | 0:0 | Accra Hearts of Oak |
| 25./26. September 2004 |     |                     |
| Cotonsport Garoua      | 4:0 | Santos Kapstadt     |
| Sable Batié            | 2:0 | Accra Hearts of Oak |
| 16./17. Oktober 2004   |     |                     |
| Santos Kapstadt        | 0:2 | Cotonsport Garoua   |
| Accra Hearts of Oak    | 5:1 | Sable Batié         |
| 31. Oktober 2004       |     |                     |
| Santos Kapstadt        | 0:1 | Accra Hearts of Oak |
| Cotonsport Garoua      | 1:0 | Sable Batié         |
| 14. November 2004      |     |                     |
| Accra Hearts of Oak    | 3:2 | Cotonsport Garoua   |
| Sable Batié            | 3:2 | Santos Kapstadt     |

## Finalrunde

### Finale

#### Hinspiel
| Accra Hearts of Oak                            | Accra Hearts of Oak                                                            | Asante Kotoko SC                                                               | Asante Kotoko SC |
| ---------------------------------------------- | ------------------------------------------------------------------------------ | ------------------------------------------------------------------------------ | ---------------- |
| Accra Hearts of Oak                            | \| 2. Januar 2005 in Accra (Accra Sports Stadium) \| \| Ergebnis: 1:1 (0:0) \| | \| 2. Januar 2005 in Accra (Accra Sports Stadium) \| \| Ergebnis: 1:1 (0:0) \| | Asante Kotoko SC |
| Accra Hearts of Oak                            | 1:1 Agyemang (90.)                                                             | 0:1 Osei (61.)                                                                 | Asante Kotoko SC |
| 2. Januar 2005 in Accra (Accra Sports Stadium) |                                                                                |                                                                                |                  |
| Ergebnis: 1:1 (0:0)                            |                                                                                |                                                                                |                  |

#### Rückspiel
| Asante Kotoko SC                             | Asante Kotoko SC                                                                                 | Accra Hearts of Oak                                                                                         | Accra Hearts of Oak |
| -------------------------------------------- | ------------------------------------------------------------------------------------------------ | --- | ------------------- |
| Asante Kotoko SC                             | \| 9. Januar 2005 in Kumasi (Baba-Yara-Stadion) \| \| Ergebnis: 1:1 (0:0), 7:8 i. E. \|          | \| 9. Januar 2005 in Kumasi (Baba-Yara-Stadion) \| \| Ergebnis: 1:1 (0:0), 7:8 i. E. \|                     | Accra Hearts of Oak |
| Asante Kotoko SC                             | 1:0 Taylor (53.)                                                                                 | 1:1 Adjah-Tetteh (81.)                                                                                      | Accra Hearts of Oak |
| Asante Kotoko SC                             | Elfmeterschießen                                                                                 | | Accra Hearts of Oak |
| Asante Kotoko SC                             | Owusu-Ansah 1:0 Ahmed 2:1 Osei 3:2 Chibsah 4:3 Asante 5:4 Yeboah 6:5 Yéboah 7:6 Appiah Hendricks | Mireku 1:1 Quaye 2:2 Osei Kuffour 3:3 Bossman 4:4 Harrison 5:5 Adjei 6:6 Morgan 7:7 Adjah-Tetteh 7:8 Donkor | Accra Hearts of Oak |
| 9. Januar 2005 in Kumasi (Baba-Yara-Stadion) |                                                                                                  | |                     |
| Ergebnis: 1:1 (0:0), 7:8 i. E.               |                                                                                                  | |                     |